# Neil Warnock
Neil Warnock (Sheffield, 1 de dezembro de 1948) é um ex-futebolista e técnico de futebol britânico.

## Carreira
Antes de ser treinador, Neil Warnock foi jogador de futebol profissional entre 1967 e 1979, tendo atuado por Chesterfield,Rotherham United, Hartlepool United, Scunthorpe United, Aldershot, Barnsley, York City e Crewe Alexandra. Com o objetivo de virar técnico, encerrou a carreira com apenas 30 anos de idade.
Sua trajetória no banco de reservas iniciou-se no Gainsborough Trinity, em 1980, e desde então já passou por: Burton Albion, Scarborough, Notts County, Torquay United, Huddersfield Town, Plymouth Argyle, Oldham Athletic, Bury, Sheffield United, Crystal Palace (duas passagens), Queens Park Rangers (também com duas passagens, uma delas como interino) e Leeds United.
Em 2016, depois de uma rápida passagem no Rotherham United, acertou sua ida ao Cardiff City, na época disputando a EFL Championship. Na temporada 2017-2018, conseguiu o acesso à Premier League - foi a oitava vez que um clube subiu para a Premier League sob a gestão de Warnock, que por este motivo é conhecido na Inglaterra como "The Promotion King" (em inglês, "Rei do acesso").
Ao fim da temporada, o time não conseguiu se manter na Premier League e foi rebaixado de volta à EFL Championship. Mesmo assim, Warnock seguiu no comando do time até 11 de Novembro de 2019, quando foi demitido após três anos no cargo.
Em 23 de junho de 2020, Warnock assumiu o cargo de treinador do Middlesbrough Football Club, que estava fora da zona de rebaixamento da Segunda Divisão Inglesa pelo saldo de gols, substituindo a lenda do clube Jonathan Woodgate, que estava há menos de um ano como técnico do clube. Ao fim da temporada, o treinador renovou com o clube para a temporada 2020–21

## Galeria de imagens

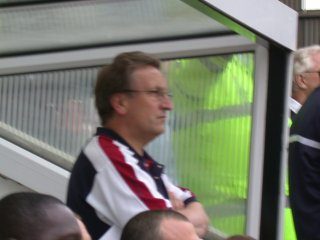
Warnock no Sheffield United, clube que treinou por 8 temporadas.
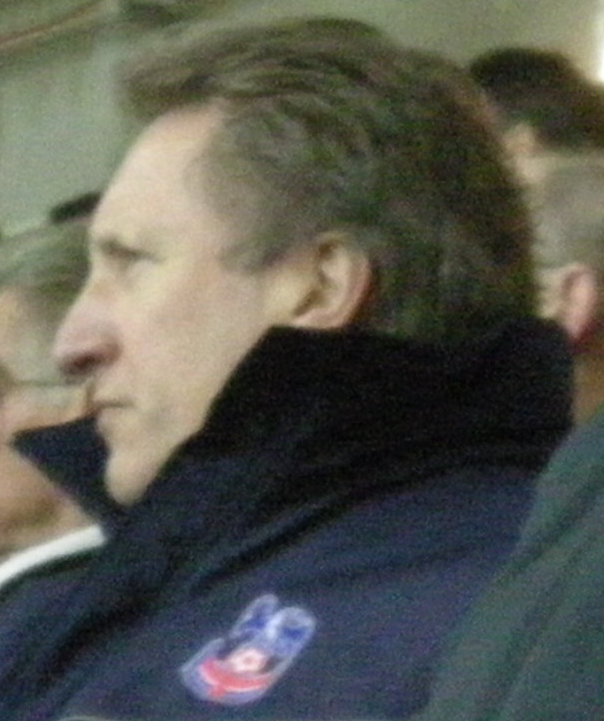
Warnock durante jogo do Crystal Palace.
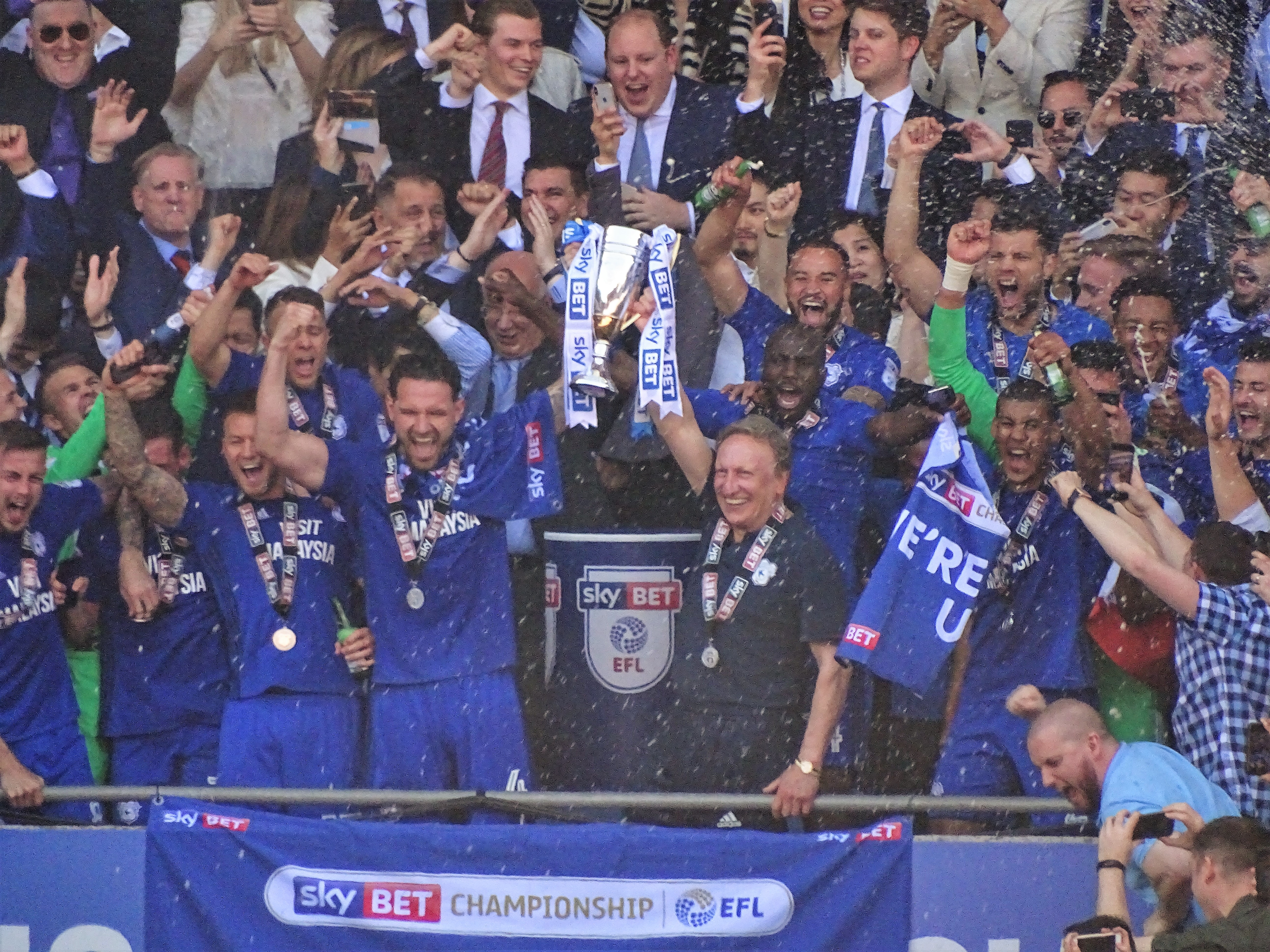
Warnock ergue o troféu da EFL Championship 2017-18, juntamente com o zagueiro Sean Morrison.